# 다이도 (가수)
플로리언 클라우드 드 보니빌 암스트롱(Florian Cloud de Bounevialle Armstrong, 1971년 12월 25일 ~ )은 다이도(Dido)라는 이름으로 잘 알려진 잉글랜드의 싱어송라이터이다.

## 음반 목록
- No Angel (1999)
- Life for Rent (2003)
- Safe Trip Home (2008)
- Girl Who Got Away (2013)
- Still on My Mind (2019)